# カーマ・スートラ・レコード
カーマ・スートラ・レコード（Kama Sutra Records）は、1960年代後半から1970年代前半に存在したアメリカ合衆国のレコード会社。「カーマ・スートラ」はサンスクリット語の性愛の教典のことである。後に、1980年代にスートラ・レコード（Sutra Records）として活動を再開したが、1993年に破産した。

## カーマ・スートラ・プロダクション
1964年、アーサー・"アーティー"・リップ（Arthur "Artie" Ripp）が中心となり、ハイ・ミズラヒ（Hy Mizrahi）、フィル・ステインバーグ（Phil Steinberg）らが音楽制作集団カーマ・スートラ・プロダクション（Kama Sutra Productions）を興した。シャングリラスに楽曲を提供するなど、事業は順調に立ち上がった。

## カーマ・スートラ・レコードの初期
1965年、MGMレコードで経理の仕事をしていたアート・キャス（Art Kass）が経営に参加し、レコードレーベル事業が始まった。最初の年に、ジョン・セバスチャン率いるラヴィン・スプーンフルの「魔法を信じるかい? (Do You Believe in Magic)」が、ビルボードで第9位まで上昇するヒットとなった。以降、ラヴィン・スプーンフルの一連のヒットがカーマ・スートラからリリースされていった。
1965年から1969年まではMGMレコードと配給契約を結んでいたが、1969年以降は、同じ所有関係の下にあったブッダ・レコード（Buddah Records）が流通を担った。

## スートラ・レコード
1976年の半ばに、レコード会社としての事業はいったん休止したが、1981年にはスートラ・レコード（Sutra Records）として再出発することになった。スートラ・レコードの名の下で、キャスは Fever Records、Blue Dog Records、Baila Records、Becket Records などの売り込みと流通を担い、the Cover Girls、the Fat Boys、Victor Willis などとの契約を取り交わしたが、1993年には連邦倒産法第7章に基づく手続きに入った。
現在、カーマ・スートラのカタログはソニー・ミュージックエンタテインメント (米国)が所有しており、レガシー・レコーディングスが管理している。1981年から1993年のスートラのカタログはユニディスク・ミュージック（Unidisc Music）が権利を保有している。 

## 所属アーティスト
- Brewer & Shipley
- Gordon Brisker
- チャーリー・ダニエルズ・バンド
- Dust
- Exuma
- フレイミン・グルーヴィーズ
- Gunhill Road
- Hackamore Brick
- The Innocence
- The Jaggerz
- ラヴィン・スプーンフル
- NRBQ
- Ocean
- シャ・ナ・ナ
- Sopwith Camel
- Stories
- The Trade Winds
- Royal Cash